# Безсалівка
Безса́лівка — село в Україні, у Білопільській міській громаді Сумського району Сумської області. Населення становить 91 особа. До 2018 орган місцевого самоврядування — Іскрисківщинська сільська рада.

## Географія
Село Безсалівка розташоване на річці Волфа, вище за течією на відстані 2.5 км розташоване село Іскрисківщина, нижче за течією на відстані 1. 5 км розташоване село Заря (Росія).
Село розташоване на кордоні з Росією.

## Історія
- Село постраждало внаслідок геноциду українського народу, проведеного урядом СССР 1923–1933 та 1946–1947 роках[джерело?].

12 червня 2020 року, відповідно до розпорядження Кабінету Міністрів України № 723-р «Про визначення адміністративних центрів та затвердження територій територіальних громад Сумської області», село увійшло до складу Білопільської міської громади.
19 липня 2020 року, в результаті адміністративно-територіальної реформи та ліквідації Білопільського району, село увійшло до складу новоутвореного Сумського району.

#### Російське вторгнення в Україну (з 2022)
27 серпня 2024 року за інформацією Генштабу ЗСУ ворог завдавав авіаударів по районах населених пунктів Есмань, Ворожба, Вільна Слобода, Атинське, Горіле, Безсалівка, Глухів, Михайлівське, Угроїди, Шалигине, Ямпіль, Яструбине, Іскриківщина, Білопілля, Бачівськ, Будівельне Сумської області.  Оперативне командування «Північ» детальніше інформує про обстріли села. Зафіксовано 1 вибух, ймовірно ФПВ-дрон.